# ك. جي. لان
ك. جي. لان (بالإنجليزية: Charlton George Lane)‏ (11 يونيو 1836 - 2 نوفمبر 1892) هو لاعب كريكت بريطاني (وحمل سابقاً جنسية المملكة المتحدة لبريطانيا العظمى وأيرلندا).